# Festival Internacional de Cinema de Sant Sebastià 1968
La 16a edició del Festival Internacional de Cinema de Sant Sebastià va tenir lloc entre el 6 i el 16 de juliol de 1968. En aquesta edició continuava tenint la categoria A de la FIAPF, és a dir, festival competitiu no especialitzat.

## Desenvolupament
Fou inaugurat el 6 de juliol de 1968 al Palau Sant Telmo pel director del festival Miguel de Echarri Gamundi, amb la presència del Premi Nobel de Literatura Miguel Ángel Asturias Rosales, membre del jurat oficial, el secretari general de cultura popular i espectacles Carlos Robles Piquer i l'alcalde de Sant Sebastià José Manuel Elósegui Lizariturry, i fou projectada For Love of Ivy de Daniel Mann, amb la presència de Sidney Poitier, Graciela Borges i Leonardo Favio, i els espanyols Mònica Randall, Emilio Gutiérrez Caba, Mikaela, Mary Santpere, Manuel Galiana. L'endemà es projectà Babíe tsarstvo d'Aleksei Saltíkov i el dia 9 la sueca Hugo och Josefin i Professor Columbus. El dia 10 es van projectar Decline and Fall... of a Birdwatcher i El dependiente, que foren mal acollides per la crítica, i dos curtmetratges. El dia 11 es van projectar el documental calidoscòpic Ama Lur i No somos de piedra, amb acollida discreta. També visitaren el festival Ernest Borgnine, Claudine Auger, Ingrid Garbo i Dyanik Zurakowska. El dia 12 es va projectar Il marito è mio e l'ammazzo quando mi pare, que tampoc va rebre bones crítiques. Sí van rebre bones crítiques les projectades el dia 13, Dita Saxová i La llegenda de Lylah Clare El dia 14 foren projectades Nyar a hegyen i T'estimo, t'estimo, i se li va fer un homenatge al crític José Luis Martínez Redondo. El dia 15 foren projectades The Strange Affair i La ragazza con la pistola, i el dia 16 les dues darreres, 24 hores de la vida d'una dona i Romeo and Juliet.

## Jurat oficial
- Miguel Ángel Asturias Rosales
- Horst Axtmann
- Rafael Gil Álvarez
- János Herskó
- Miguel Pérez Ferrero
- Gian Luigi Rondi
- Odile Versois

## Retrospectiva
La retrospectiva d'aquesta edició fou dedicada al New American Cinema.

## Selecció oficial
Les pel·lícules de la selecció oficial de 1968 foren:
- Ama Lur de Néstor Basterretxea i Fernando Larruquert  (fora de concurs)
- Boom de Joseph Losey  (fora de concurs)
- Decline and Fall... of a Birdwatcher de John Krish
- Dita Saxová d'Antonín Moskalyk
- El dependiente de Leonardo Favio
- Babíe tsarstvo d'Aleksei Saltíkov
- For Love of Ivy de Daniel Mann
- Hugo och Josefin de Kjell Grede
- Il marito è mio e l'ammazzo quando mi pare de Pasquale Festa Campanile
- T'estimo, t'estimo d'Alain Resnais
- La ragazza con la pistola de Mario Monicelli
- No somos de piedra de Manuel Summers
- Nyar a hegyen de Péter Bacsó
- Professor Columbus de Rainer Erler
- Romeo and Juliet de Franco Zeffirelli   (fora de concurs)
- La llegenda de Lylah Clare de Robert Aldrich
- The Long Day's Dying de Peter Collinson
- The Strange Affair de David Greene  (fora de concurs)
- 24 hores de la vida d'una dona de Dominique Delouche

## Palmarès
Els premis atorgats en aquesta edició foren:
- Conquilla d'Or a la millor pel·lícula The Long Day's Dying, de Peter Collinson
- Conquilla d'Or (curtmetratge): V nebe tol'ko devuixki (Només noies al Cel), de Vassili Juravlev
- Conquilla de plata (ex aequo): 
  - Dita Saxová, d'Antonín Moskalyk 
  - Nyar a hegyen, de Péter Bacsó
- Conquilla de plata a la primera obra: Hugo och Josefin de Kjell Grede
- Premi Sant Sebastià d'interpretació femenina: Monica Vitti, per La ragazza con la pistola de Mario Monicelli
- Premi Sant Sebastià d'interpretació masculina: (Ex-aequo) 
  - Sidney Poitier, per For Love of Ivy de Daniel Mann 
  - Claude Rich, per Je t'aime, je t'aime d'Alain Resnais